# Молжаниновка

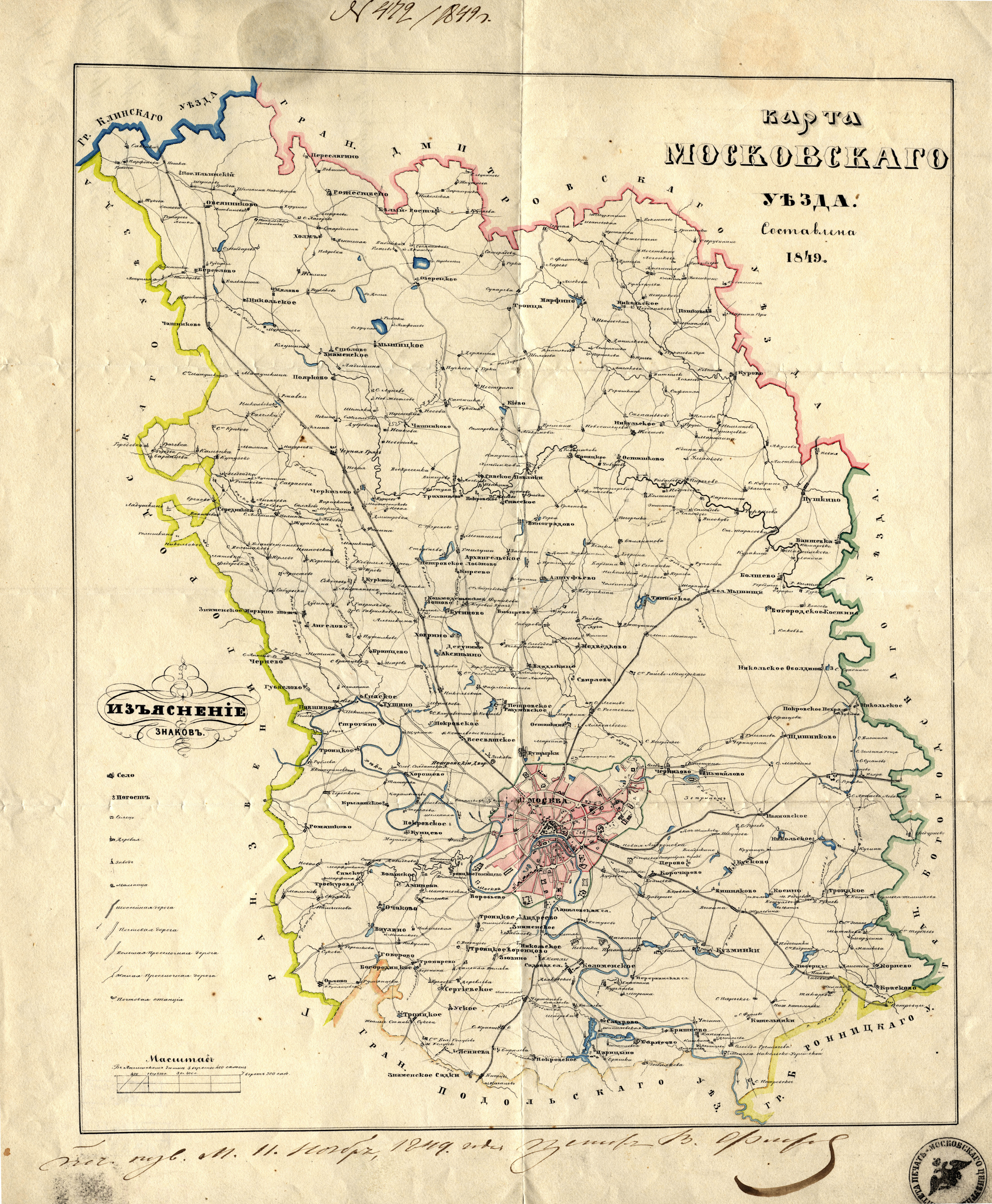
Моложенниково на карте Московского уезда, 1849 года.

Молжани́новка — бывшая деревня в составе Молжаниновского района города Москвы, территория (микрорайон) и название двух остановок общественного транспорта (автобусов) на Ленинградском шоссе. 
Возникновение деревни относится к 1830-м годам. На топографической карте Московского уезда 1849 года деревня именуется Моложенниково, а на карте 1860 года (так называемой карте Шуберта) Московского уезда Московской губернии деревня уже именуется Моложениновка, в связи с чем произошли изменение названия населённого пункта неизвестно, но ещё в 1931 году она именовалась Моложениновка. От названия бывшей деревни произошло и название нового района города-героя.

## История
Деревня на Санкт-Петербургском шоссе возникла в 1820 — 1830-х годах при переводе части крестьян из окрестных деревень Бурцево и Верескино ближе к построенному Санкт-Петербургскому шоссе. Деревня получила название по фамилии владельца дачи (имения), полковника Ивана Николаевича Моложенинова. Изначально называлась Моложениновка, позже Моложаниновка, современное название утвердилось в конце XIX века. Во второй четверти XIX века имение И. Н. Моложенинова было приобретено фрейлиной Т. А. Мухановой. В 1840-х годах в деревне проживало 233 жителя и было 28 дворов, в 1859 году — 278 человек и 35 дворов, в 1870 году — 318 человек и 53 двора, в 1898 году — 363 человека и 65 дворов, в 1927 году — 435 человек в 83 хозяйствах.
Во время коллективизации и индустриализации, в СССР, в деревне было организовано коллективное хозяйство «Молжаниновка».
До 1940 года административная единица — сельский совет (с/с) Молжаниновский входил в состав Солнечногорского района. В 1940 году передан в Химкинский район Московской области. 18 августа 1960 года Химкинский район был упразднён, при этом с/с Молжаниновский вошёл в Красногорский район. 11 января 1965 года Химкинский район был восстановлен, в его состав так же вошёл с/с Молжаниновский. 29 октября 1984 года в связи с расширением черты города Москвы Молжаниновский с/с был упразднён, и его территория была присоединена к Москве, и вошла в Ленинградский район. В это время в деревне было 317 жителей.
К началу XXI века в деревне постоянно проживало 193 человека в 61 частном доме (всего насчитывалось 102 дома).
Основная часть бывшей деревни расположена вдоль Ленинградского шоссе, несколько домов — вдоль Молжаниновской улицы (название данной улице присвоено по названию деревни в 1986 году). На Ленинградском шоссе есть две автобусные остановки «Молжаниновка», где останавливается ряд автобусных маршрутов «Мосгортранса» и «Мострансавто» (автоколонны города Химки), а также частных перевозчиков, при остановках — подземный переход под шоссе.
Существовал план по большому строительству в микрорайоне, под размещение муниципальных и намеченных на продажу типовых и индивидуальных разноэтажных жилых домов общей площадью 1 500 000 — 1 800 000 квадратных метров (в том числе первая очередь строительства — 800 000 кв. м., из них 1997 — 1998 годах — 400 000 кв. м.) и объектов социальной инфраструктуры города, но ему не суждено было воплотиться в жизнь.
Согласно постановлению правительства Москвы № 150-ПП, от 7 марта 2006 года, деревня Молжаниновка с населением 238 человек была намечена к отселению. Предполагалось снести Молжаниновку вместе с соседними деревнями Новодмитровка и Новосёлки до конца 2010 года для жилой застройки. Однако в 2009 году предполагаемый застройщик, компания «Интеко», как сообщается, отказался от строительства, и был вероятен повторный конкурс на застройку территории в 2010 году.
Сейчас Молжаниновка полностью срослась с соседними бывшими деревнями Новосёлки и Новодмитровкой (Новая Дмитровка).
В соответствии с планами Правительства Москвы в данном микрорайоне предусмотрено новое строительство жилых домов и объектов инфраструктуры и обустройство улиц, которое неоднократно изменялось как и план развития столицы России.
В 2022 году, на территории бывшей деревни Молжаниновка, начато строительство жилого комплекса «Молжаниново», компанией «Самолёт».